# 제43회 모스크바 국제 영화제
제43회 모스크바 국제 영화제는 2021년 4월 22일에 열린 시상식이다.

## 수상 및 후보

### 대상
- #도그푸프걸 - 안드레이 후툴레악 수상

### 심사위원특별상(실버)
- 블러드서커스 - 줄리안 라들마이어 수상

### 여우주연상
- #도그푸프걸 - 안드레아 그라모스테아누 수상

### 남우주연상
- 더 선 - 소헤일 가나단 수상

### 감독상
- 라스트 «디어 불가리아» - 알렉세이 페도르첸코 수상

### 베스트 다큐멘터리상
- 사바야 - 호기르 히로리 수상

### 베스트 단편영화상
- 굿 저먼 워크 - 재니스 알렉산더 키퍼 수상

### 관객상
- 맨 오브 갓 - 옐레나 포포비치 수상

### 러시아평론가협회심사위원상
- #도그푸프걸 - 안드레이 후툴레악 수상

### 러시아비평가상(경쟁)
- 더 벨리 오브 더 씨 - 아구스티 빌라롱가 수상

### 러시아 시네마 클럽-킨 아이 상
- 더 선 - 누신 메라지 수상

### 러시아 시네마 클럽-특별상
- 라스트 «디어 불가리아» - 알렉세이 페도르첸코 수상

### 러시아 시네마 클럽-프로그램상
- THE END OF THE FILM - 블라디미르 코트 수상

### 논픽션 티비필름 길드상
- 파 이스턴 골고타 - 줄리아 세르기나 수상
- 사바야 - 호기르 히로리 수상

### 스타니슬라프스키 공로상
- 세르게이 니코넨코 수상

### 아트 시네마 공로상
- 발렌틴 가프트 수상

### FIPRESCI상
- 더 타임 오브 인디프런스 - 레오나르도 구에라 세라그놀리 수상

### 넷팩 심사위원상
- 모술 마이 홈 - 알다렛 R. 가미아니 수상

### 새로운 시선 경쟁
- 해피 엔드 - 에두아드 타데보시안
- 히어 컴스 더 웨이브! - 키릴 게라
- 에브리띵 이스 오케이 - 알렉산드르 소비체브스키
- 자니트사 - 알리요나 쉐브첸코
- 논 블러드 - 알렉세이 스테파노브
- 프레자 - 안나 멜니코바

### 세계 영화
- 200미터 - 아민 나이페
- 아부 오마르 - 로이 크리스펠
- 아조르 - 안드레아스 폰타나
- 드림 어바웃 소흐랍 - 알리 가비탄
- 월넛 트리 - 모하메드 호세인 마흐다비안
- 다니엘 '16 - 디미트리스 코체아바사코
- 룩킹 포 매지컬 도레미 - 사토 준이치 외 1명
- 모술 마이 홈 - 알다렛 R. 가미아니
- 케이지드 버즈 - 올리버 라이스
- 아듀 고다드 - 아마티야 바타차리야

### 경쟁부문
- 블러드서커스 - 줄리안 라들마이어
- 디 이너 글로우 - 루이스 알레한드로 로드리게스 외 1명
- 블루 하트 - 미겔 코일라
- 더 우먼 - 우치다 노부테루
- 카페 바이 더 하이웨이 - 샤오판 시
- 힘 - 구로 브루스가드
- 라스트 «디어 불가리아» - 알렉세이 페도르첸코
- 더 타임 오브 인디프런스 - 레오나르도 구에라 세라그놀리
- 어 블루 플라워 - 즈린코 오그레스타
- 조이풀 미스테리 - 돈 팔라타라
- 더 선 - 누신 메라지
- 맨 오브 갓 - 옐레나 포포비치
- 더 벨리 오브 더 씨 - 아구스티 빌라롱가
- #도그푸프걸 - 안드레이 후툴레악

### 단편경쟁
- 아가페 - 마크 베레즈나이
- 더 히어로 - 밀레나 두트코브스카
- 카티아 - 안드레이 나토신스키
- 굿 저먼 워크 - 재니스 알렉산더 키퍼
- 맘스 캣 - 아나벨라 슈나벨
- 메이비 다크니스 윌 커버 미 - 안드레이 에푸레
- 플레져 - 페르민 드 라 세르나
- 네우림 - 쉐이리 아타리
- 어 트립 투 헤븐 - 린 두옹
- 애프터 어스 - 이나 츠고에바
- 더 버즈 플라이 투게더 - 후안 펠리페 글리세일스
- 피시 라이크 어스 - 라파엘라 슈미트
- 에그쉘스 - 슬라바 도이체바
- 시리얼 에콜로 - 나데이다 페트렌코

### 다큐멘터리 경쟁
- 정글의 외침 - 셀린 루제
- 파 이스턴 골고타 - 줄리아 세르기나
- 테헤란 블루스 - 하비에르 토렌티노
- 두로브 - 로디온 체펠
- 히어 위 무브 히어 위 그루브 - 세르게이 크레소
- 캡틴스 오브 자타리 - 알리 엘 아라비
- 딜링 위드 데스 - 폴 신 남 리흐터
- 사바야 - 호기르 히로리
- 왓 이프? 이허드 바락 온 워 엔드 피스 - 랜 탈

### 특별상영
- 어 클락워크 피자 - 디미타르 미토프스키
- 컨테이너 - 막심 스베시니코프
- 마'로사 - 브리얀테 멘도사
- 더 로저 - 밥티스트 드라포
- 어 샷 오브 호프 - 세르게이 야스트르즈겐브스크와이
- 인비저블 라이프 - 카림 아이누즈
- 더 하이브 - 에일럼 카프탄
- 프릿지 이야기 - 랄프 쿠쿨라 외 1명

### 마스터
- 지너스 판 - 라브 디아스
- 마이 조이 - 줄리 델피
- 하이파의 밤 - 아모스 지타이
- 더 라스트 원스 - 베이코 오운푸

### 러시아의 발자취
- 파이어버드 - 피터 리베인
- 올레그, 디 올레그 비도프 스토리 - 나디아 타스
- 굿바이, 소비에트 유니온 - 로리 랜들러
- 쓰리 - 박 루슬란
- 유 미 레닌 - 투판 타스탄

### 8 ½ 필름스
- 테이스트 - 레 바오
- 내츄럴 라이트 - 데니스 나기
- 아이 코멧 - 어 코시컨 썸머 - 파스칼 태그나티
- 포레스트 - 아이 씨 유 에브리웨어 - 베네덱 플리고프
- 미스 마르크스 - 수잔나 니키아렐리
- 파켓 - 알렉산드르 민다제
- 휠 오브 포춘 엔드 판타지 - 하마구치 류스케
- 노킹(영어판) - 프리다 켐프

### 자유생각.다큐멘터리 시네마 프로그램
- 76 데이즈 - 하오 위
- 요양원 비밀요원 - 마이테 알베르디
- 다운스트림 투 킨샤사 - 디웨도 아마디
- 미스터 바크먼 엔드 히스 클래스 - 마리아 스페트
- 더 빌리지 디텍티브: 어 송 사이클 - 빌 모리슨
- 어 글리치 인 더 매트릭스 - 로드니 에스쳐
- 스피어 고즈 투 할리우드 - 베네사 라파

### 더 써드 에이지
- NAUGHTY GRANDMA 3 - MARYUS VAYSBERG
- 피쉬 언더 아이스 - 장 리
- 노 레스트 포 더 올드 레이디 - 안드레이 그루즈니스키

### 미싱 픽쳐스
- 크립토주 - 대쉬 쇼
- 배드 럭 뱅잉 오어 루니 폰 - 라두 주데
- 오아시스 - 이반 이킥
- 최후의 언어 - 조나단 노지터
- 더 모스트 뷰티풀 보이 인 더 월드 - 크리스티나 린드스트롬 외 1명
- 보호자 - 페릿 카라한

### 회고전
- 광부의 딸 - 마이클 앱티드
- 스타더스트 - 마이클 앱티드
- 007 언리미티드 - 마이클 앱티드
- 사랑을 합시다 - 조지 큐커
- 황금 투구 - 자크 베케르
- 공포의 보수 - 앙리 조르주 클루조
- YVES MONTAND IS SINGING - MIKHAIL SLUTSKY 외 1명
- 꼭대기 방 - 잭 클레이튼
- 더 크루서블 - 레이몽 룰로
- 떼레즈 라껭(영어판) - 마르셀 까르네
- 수취인불명 - 김기덕
- 아리랑 - 김기덕
- 봄 여름 가을 겨울 그리고 봄 - 김기덕
- 악어 - 김기덕
- 섬 - 김기덕
- 나쁜 남자 - 김기덕
- 피에타 - 김기덕
- 실제상황 - 김기덕

### 더 월드 오브 아트
- 알타 - 파블로 빌라로보스
- 아키펠 - 펠릭스 뒤포 라페리에르
- 투 더 문 - 태드 오 설리반
- 더 로셀리니즈 - 알레산드로 로셀리니 외 1명
- 토베 - 자이다 베르그로트
- 풀치 포 페이크 - 시몬 사피디

### 에피소드 원
- 1703 - SERGEI SENTSOV
- 시저 - 이고르 볼로신
- 선 오브 마인 - 마릴룹 울프
- 파더랜드 - 스타스 이바노브
- UFOS - 앙토니 코르디에
- OUTLIER - KRISTINE BERG 외 2명
- GROW - 밀라드 아바즈
- 더 라스트 데이즈 오브 길다 - 구스타보 피지
- 스노우 엔젤스 - 안나 자크리손
- STOCKHOLM - ILAN ABOODI
- LOS ESPABILADOS - 로저 괄

### 영 앤드 뷰티풀
- 18킬로헤르츠 - 파르캇 샤리포브
- 태양의 아이들 - 마지드 마지디
- 허니 시가 - 까미르 아이노우즈
- 나르시스의 수난 - 브루스 라 브루스

### 키릴 라즐로고브. 무비스 오브 마이 라이프
- 수머키 젠스코이 두쉬 - 예브게니 바우어
- 마녀들 - 벤야민 크리스텐센
- 투 리턴 - 데이비드 립스직
- 쥴 앤 짐 - 프랑수아 트뤼포
- 감각의 제국 - 오시마 나기사
- 변경 - 보리스 바르넷
- 더 아웃스커트 - 표트르 럿식
- 검은함정 - 오손 웰즈
- 단테스 헤븐 - 디미타르 라데브
- 더 리버 - 알렉세이 바라바노브
- 로망스 - 카트린느 브레야
- 삶의 설계 - 에른스트 루비치
- 제3의 소시민 - 아브람 룸

### 이탈리안 필름. 더 리턴 오브 더 클래식
- 하우 퍼니 캔 섹스 비? - 디노 리시
- 더 커리어 오브 어 챔버메이드 - 디노 리시
- 더 바실리스크 - 리나 베르트뮬러
- 비엔나 호텔의 야간 배달부 - 릴리아나 카바니
- 로렌조의 밤 - 파올로 타비아니 외 1명
- 무기의 기능 - 에르마노 올미
- 라 슈퍼테스티몬 - 프란코 기랄디
- 페르디난도 E 캐롤라이나 - 리나 베르트뮬러

### 피메일 디렉터스 오브 더 프레젠트
- Diner 다이너 - 니나가와 미카
- 180° 룰 - 파누쉬 사마디
- 워킹 걸스 - 프레데릭 폰테인 외 1명
- 로렐라이 - 사브리나 도일
- 잇 캔트 비 리얼 - 코눌 나기예바 외 1명
- 포슬린 - 제네커 보이잉크
- 바젠다 스토리즈 - 나타샤 벨러

### 차이니즈 시네마. 피메일 룩
- 애니마 - 카오 진링
- 스프링타이드 - 리나 양
- 디 올드 타운 걸스 - 신 우
- 프린스 에드워드역에서: 내 오랜 남자친구에게 - 노리스 웡 이람
- 행복하길 바라 - 양 밍밍

### 락다운
- 자비로운 밤 - 미카 카우리스마키
- 어 펜슬 투 더 주굴라 - 매튜 빅터 파스토어
- 캐빈 피버 - 팀 그린
- 몰로디 - 알렉산드르 세리버스토브
- 지하실 - 최양현

### 인버티드 퍼스펙티브
- 더 배스데이 - 마리아 안토노바
- 화이트 노이즈 - 데미드 로마노브
- 더 시즌스 - 유리 모키엔코
- 컨스트럭션 - 블라디미르 코프세브
- 러브 다이 브라더 - 데미드 로마노브
- 리틀 우먼 - 브세볼로드 보로노브
- 미챠 엘리자로브 - 유리 모키엔코
- 백 유일 크롤 - 세르게이 칼바스키
- 시그널스 - 니키타 도브리닌
- 리프레인 - 무슬림 모구쉬코브
- 어 파트 오브 더 써클 - 브세볼로드 보로노브
- 윌 아이 - 블라디미르 코프세브

### 유포리아 오브 아이솔레이션
- 임모탈리스트 - 블라드 코즐로브
- 더 도그 후 우든트 비 콰이어트 - 아나 카츠
- 온라인 드링킹 버디, 쿼런틴 컨버세이션스 - 블라디미르 네페브니
- 테오 엔드 더 메타모포시스 - 다미안 오둘
- 더 스케어리 오브 식스티-퍼스트 - 다샤 네크라소바
- 휴먼 팩터스 - 로니 트록커
- 블랙 메두사 - 요세프 셰비 외 1명
- 섹슈얼 드라이브 - 요시다 코타
- 애플 - 크리스토스 니코우
- 마이티 플래쉬 - 아이노아 로드리게즈

### 우먼스 시네마 오브 이스라엘
- 아야 - 오데드 비넌 외 1명
- 아시아 - 루시 피버
- 겟, 더 트라이얼 오브 비비안 암살렘 - 로니트 엘카베츠 외 1명
- 그리프 - 하다르 프리드리히
- 조 + 벨레 - 베로니카 게달
- 피플 뎃 아 낫 미 - 하다스 벤 아로야
- 붉은 대지 - 케렌 예다야
- 집으로 - 달리아 하거 외 1명
- 로스트 파라다이스 - 오데드 비넌 외 1명
- 슬레이브 오브 더 로드 - 하다르 프리드리히
- 더 월 - 모란 이프강